# Renata Scotto

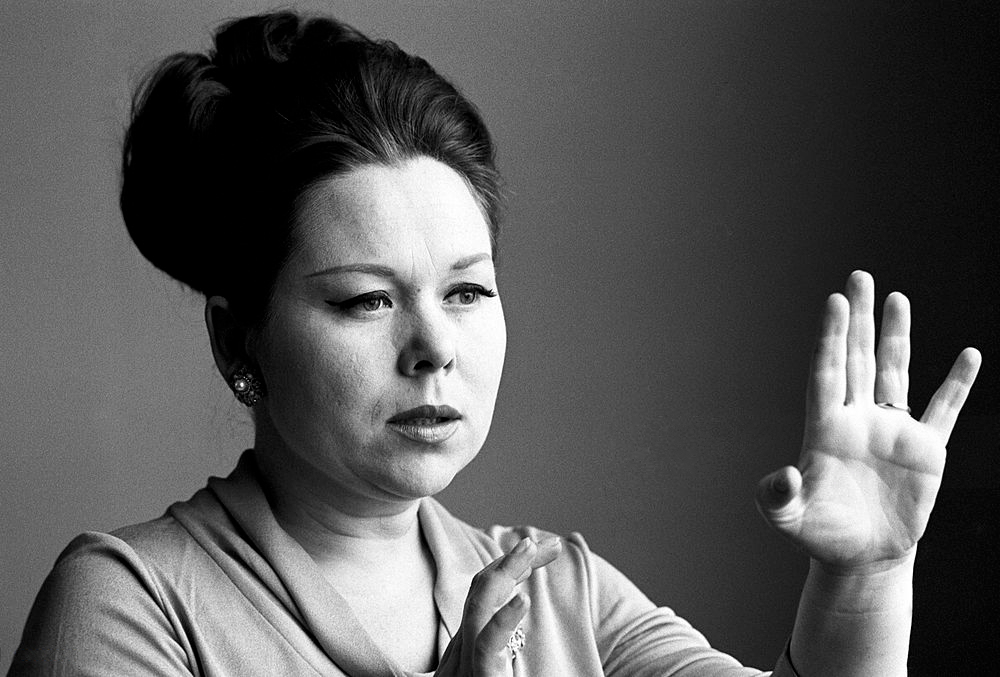
Renata Scotto (1967)

Renata Scotto (* 24. Februar 1934 in Savona; † 16. August 2023 ebenda) war eine italienische Opernsängerin (Sopran) und Opernregisseurin. Sie gilt als eine der bedeutendsten italienischen Sopranistinnen in der zweiten Hälfte des 20. Jahrhunderts.

## Leben
Scotto, Tochter eines Polizisten, studierte bei der bekannten spanischen Sängerin und Gesangspädagogin Mercedes Llopart. Nach ihrem Gesangsstudium in Mailand debütierte Scotto 1954 als Violetta Valéry in La traviata am Mailänder Teatro Nuovo. Kurz darauf folgte ihr erster Auftritt am Teatro alla Scala als Walter in La Wally mit Renata Tebaldi und Mario del Monaco.
1960 debütierte sie in den USA als Mimi in La Bohème an der Lyric Opera of Chicago. Es folgten Cio-Cio-San in Madama Butterfly 1964 am Teatro Colón und 1965 an der New Yorker Metropolitan Opera.
Während sich Scotto in früheren Jahren mehr auf das Repertoire des Belcanto konzentrierte (sie sprang 1957 in Edinburgh erfolgreich für Maria Callas als Amina in Vincenzo Bellinis La sonnambula ein) wendete sie sich in ihren späteren Karrierejahren vor allem den dramatischeren Rollen Giuseppe Verdis und Giacomo Puccinis zu. Eine ihrer Glanzrollen war die Madama Butterfly, die sie auch in zwei berühmten Plattenaufnahmen verewigte (1966 unter Sir John Barbirolli und 1978 unter Lorin Maazel). Sie gilt als eine der besten Interpretinnen dieser Rolle.
Da Scotto an der Mailänder Scala durch die Präsenz von Mirella Freni immer mehr verdrängt wurde (Giorgio Strehler bestand 1976 bei seiner legendären Scala-Inszenierung von Verdis Simon Boccanegra auf Mirella Freni in der Rolle der Amelia, welche die zunächst vorgesehene Scotto ersetzt hat) verlagerte sie ihre Karriere immer mehr in die USA und dort im Speziellen an die Metropolitan Opera, deren Liebling sie mit 314 Auftritten von 1965 bis 1987 wurde.
Scotto nahm sich mit ihrer Familie in Westchester County und New York City einen zweiten Wohnsitz und sang dort bis 1987 zahlreiche wichtige Rollen und Premieren: u. a. Madama Butterfly (1965/1985), La Bohème (1976), Luisa Miller (1979), Manon Lescaut (1980), Norma (1981), Francesca da Rimini (1984). Im Gegensatz zu ihrer Fachkollegin Mirella Freni waren Scottos Rollenportraits jedoch szenisch interessanter sowie dramatischer gesungen. Sie ging in ihrer Karriere mehr Risiken ein und scheute sich auch nicht – wie Maria Callas – zu Gunsten des musikalischen- und dramatischen Ausdrucks über die Möglichkeiten ihrer Stimme hinauszugehen.
So nahm sie 1977 unter der Leitung von Riccardo Muti die dramatische Partie der Abigaille in Verdis Nabucco auf und trat an der MET als Lady Macbeth in Verdis Macbeth auf, beides Rollen, die man nicht unbedingt mit ihrem Stimmfach, dem des Soprano lirico spinto, verbindet.
Auch Umberto Giordanos Fedora (Barcelona) und Amilcare Ponchiellis La Gioconda (San Francisco) sang sie mit großem Erfolg. In ihren letzten Bühnenjahren sang sie noch – wenn auch nun an kleineren Häusern – auch für sie ungewöhnliche Rollen wie etwa die Marschallin im Rosenkavalier (Spoleto Festival 1992), die Klytämnestra in Elektra (Baltimore 2000) sowie die Kundry in Parsifal (Schwerin 1995).

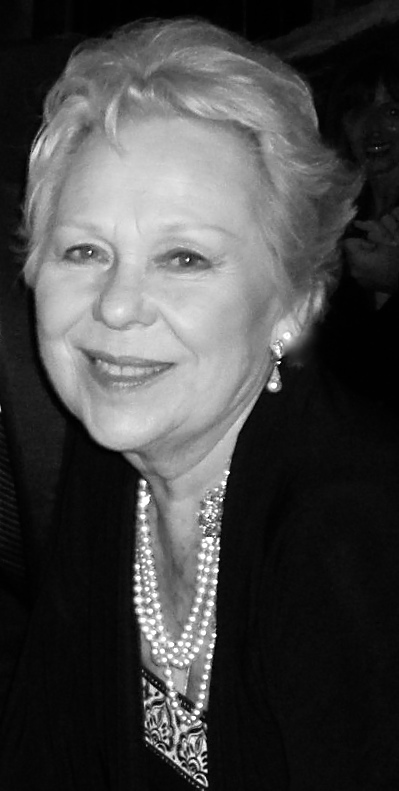
Renata Scotto (2009)

2002 beendete Scotto ihre Karriere als Sängerin und wendete sich der Opernregie und der Gesangsausbildung, vor allem in Form von Meisterklassen zu. Sie leitete Meisterklassen an renommierten Musikschulen, darunter der Juilliard School, dem Curtis Institute of Music in Philadelphia, der Yale University, der Pittsburgh Opera, der Opéra Bastille in Paris, der Lyric Opera of Chicago und der Metropolitan Opera. Im Jahr 1997 gründete sie die Renata Scotto Opera Academy, zunächst in Albissola Marina (SV) in Italien und später am Music Conservatory of Westchester in New York. Ihr diskografischer Nachlass ist mit etwa 50 verschiedenen Aufnahmen sehr umfangreich.
Scotto war seit 1960 mit dem italienischen Geiger Lorenzo Anselmi verheiratet, mit dem sie zwei Kinder hatte: eine Tochter, Laura Anselmi (geb. 1969), und einen Sohn, Filippo Anselmi (geb. 1972).
Renata Scotto starb am 16. August 2023 im Alter von 89 Jahren in ihrer Geburtsstadt Savona. Kurz vor ihrem Tod begleitete sie die deutsche Filmemacherin Juliane Sauter mit der Kamera. Der Dokumentarfilm Primadonna or Nothing, der sie als eine von drei Protagonistinnen zeigt, erschien 2025.

## Regiearbeiten
- Madama Butterfly (Metropolitan Opera, Arena di Verona, Florida Grand Opera, Palm Beach Opera)
- Bellini’s Il pirata (Festival Belliniano, Catania, 1993) und La sonnambula (Catania, 1994), Emmy Award
- La traviata (New York City Opera, 1995)
- Norma (Finnish National Opera)
- Adriana Lecouvreur (Santiago, 2002)
- Lucia di Lammermoor (Music Hall of Thessaloniki, 2004)
- La Wally (Dallas Opera, Stadttheater Bern)
- La Bohème (Lyric Opera of Chicago, 2007 und Palm Beach Opera, 2009)
- Turandot (Athen, 2009)
- La sonnambula (Miami und Michigan Opera Theatre, 2008)

## Diskografie (Auswahl)
- 1959 und 1967: Lucia di Lammermoor
- 1961 und 1980: La Bohème
- 1962 und 1981: La traviata
- 1965: Turandot (als Liù)
- 1965: Rigoletto
- 1966 und 1978: Madama Butterfly
- 1978: Otello
- 1978: Adriana Lecouvreur
- 1979: Norma
- 1980: Tosca
- 1980: Nabucco
- 1981: Il segreto di Susanna

## DVD
- Donizetti. L’elisir d’amore, Gavazzeni. Firenze, 1967
- Donizetti. Lucia di Lammermoor, Bartoletti, Tokyo 1967
- Meyerbeer. Roberto il Diavolo (Isabella); Sanzogno; Firenze 1968
- Gounod. Faust, Ethuin, Tokyo, 1973
- Puccini. La Bohème, Levine (Mimì), Met 1977
- Puccini. La Bohème, Levine (Mussetta), Met 1982
- Puccini. Manon Lescaut, Levine; Met 1983
- Verdi. Otello, Levine; Met 1978
- Verdi. La traviata, Verchi, Tokyo 1973
- Verdi. Luisa Miller, Levine; Met 1979
- Zandonai. Francesca da Rimini, Levine; Met 1984
- Recital in Budapest 1991, Lukacs
- In Concert and Recital in Montreal 1986, Fulton, Armenian

## Schüler (Auswahl)
- Bogusław Bidziński, Mandy Fredrich, Georg Heckel, Melba Ramos, Alessandra Gioia

## Dokumentarfilme
- 2025: Primadonna or Nothing – Regie: Juliane Sauter